# ジェンキンス (DD-42)
|          |                                    |
| 艦歴     |                                    |
| 発注     |                                    |
| 起工     | 1911年3月24日                      |
| 進水     | 1912年4月29日                      |
| 就役     | 1912年6月15日                      |
| 退役     | 1919年10月31日                     |
| その後   | 1935年にスクラップとして売却       |
| 除籍     | 1935年3月8日                       |
| 性能諸元 |                                    |
| 排水量   | 787トン                            |
| 全長     | 293 ft 11 in (89.6 m)              |
| 全幅     | 27 ft (8.2 m)                      |
| 吃水     | 8 ft 4 in (2.5 m)                  |
| 機関     | 重油専焼缶4基                      |
| 最大速   | 29ノット (54 km/h)                 |
| 乗員     | 士官、兵員83名                     |
| 兵装     | 3インチ砲5門 18インチ魚雷発射管6門 |

ジェンキンス (USS Jenkins, DD-42) は、アメリカ海軍の駆逐艦。ポールディング級駆逐艦の一隻。艦名はソーントン・A・ジェンキンス海軍少将に因む。

## 艦歴
ジェンキンスは1911年3月24日にメイン州バスのバス鉄工所で起工した。1912年4月29日にアリス・ジェンキンス（ジェンキンス少将の娘）によって命名、進水し、1912年6月15日に艦長E・H・デラニー少佐の指揮下就役した。
第一次世界大戦に先だって、ジェンキンスはロードアイランド州ニューポートを拠点として大西洋艦隊と共にカリブ海で冬期艦隊演習を行い、夏は東海岸沿いに作戦活動を行った。加えて1914年4月半ばにはメキシコのタンピコへ航海し、アメリカ軍のベラクルス占領を支援した。
ヨーロッパで戦火が拡大し、ジェンキンスは北米沿岸の偵察巡航を継続、ドイツのUボートに備えた。偵察および艦隊演習で戦闘に備えたジェンキンスは1917年5月26日にヨーロッパに向けて出航した。
アイルランドのクイーンズタウンを拠点としてジェンキンスと姉妹艦は大西洋東部を偵察し、船団護衛および沈没した民間船の生存者救助任務に従事した。その後も偵察および護衛任務を継続し、ジェンキンスは潜水艦と幾度か接触したものの、戦果を挙げることはなかった。1918年11月11日の停戦後ジェンキンスは帰国の途に就き、1919年1月3日マサチューセッツ州ボストンに到着した。
その後大西洋岸沿いに活動し、7月20日にペンシルベニア州フィラデルフィアに到着した。ジェンキンスは同地に留まり1919年10月31日に退役する。その後ロンドン海軍軍縮条約に従って1935年に廃棄された。